# Schendylops colombianus
Schendylops colombianus är en mångfotingart som först beskrevs av Chamberlin 1921.  Schendylops colombianus ingår i släktet Schendylops och familjen småjordkrypare.
Artens utbredningsområde är Colombia. Inga underarter finns listade i Catalogue of Life.